# Ötödik isonzói csata
Az V. isonzói csatára 1916-ban, március 9. és március 17. között került sor. A támadást Joseph Joffre francia vezérkari főnök sürgette, mivel a német csapatok Verdun körül nyomás alatt tartották a francia csapatokat és az olasz támadással feltételezték, hogy német csapatokat tudnak elvonni a térségből. Az új olasz csapatok még felkészületlenek voltak a harchoz, ám a szövetséges – antant – érdek megkívánta a támadást.

## A csata
Az 1916. március 9-én megindult offenziva során az olasz csapatoknak sikerült elfoglalniuk Görzöt. A bátortalan próbálkozás és a rossz időjárás ellenére elért sikereket azonban az olaszok nem tudták kiaknázni, mivel Trentino térségében a Monarchia hadereje váratlan csapást mért az olasz védőállásokra és előrenyomulásba kezdett (Asiagói csata). Cadorna kénytelen volt március 17-én leállítnai az isonzói offenzívát és átcsoportosítani az erőit az Alpok térségébe. Görzöt a Monarchia csapatai március végére visszafoglalták.

## Eredmények
Az V. isonzói csata az olasz csapatok számára, bár felkészületlenek és fáradtak voltak, meglepően jó eredményt produkálhatott volna. A Monarchia csapatainak támadása azonban a front távoli szakaszán felborította az olasz stratégiát, és a támadást lefújták. Az Isonzó mentén elfoglalt stratégiai pontokat nagyrészt sikerült megőrizniük az olasz csapatoknak, ám a további előrenyomulás elől a jövőben elzárta az utat az, hogy a Monarchia csapatainak elegendő ideje volt egy újabb frontvonal kiépítéséhez. Görz visszafoglalása pedig újabb akadályt jelentett a jövőben előrenyomuló olasz hadsereg számára.

## Kapcsolódó szócikk
- Isonzói csaták